# Cheval au Tchad
Le cheval au Tchad fait partie du quotidien depuis les débuts de l'ère chrétienne, tant pour le transport, la guerre, que pour les parades. Le sport hippique, introduit à la fin des années 1960, reste pratiqué malgré un fort déclin. Il est notamment populaire parmi les sahariens. 

## Histoire

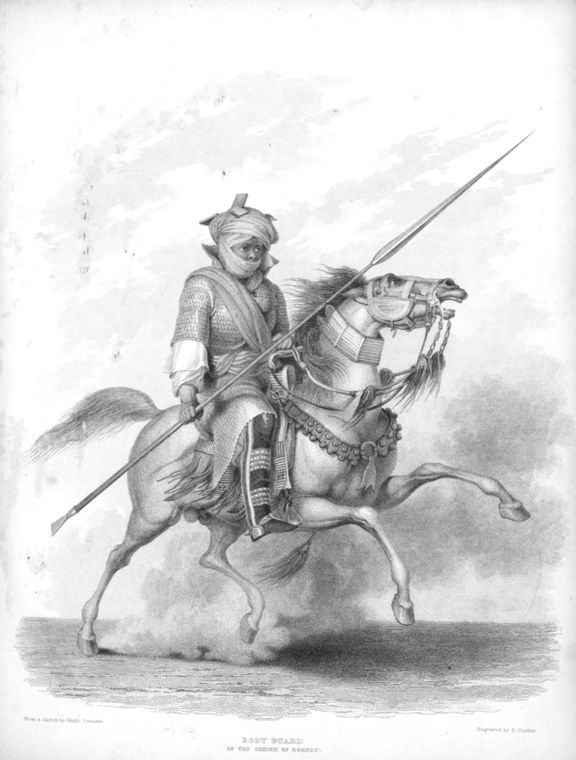
Garde du corps du cheikh de Bornu.

L'élevage du cheval semble s'être développé au début de l'ère chrétienne, deux à trois siècles avant celui du dromadaire, pour des besoins militaires et de prestige.
L'Association d’encouragement pour l'amélioration des races des chevaux du Tchad (AEARCT) est créée à la fin des années 1960, notamment par Abdoulaye Lamana. En 1970, cette association importe six Selle français du Limousin pour entrer en croisement avec les chevaux tchadiens. Le sport hippique devient rapidement populaire, aussi bien chez les Musulmans des régions du Nord que chez les Chrétiens des régions du Sud, et engendre des revenus grâce aux paris sportifs. Des courses se tiennent à N'Djaména, chaque vendredi, samedi et dimanche. 
Ce secteur subit ensuite un long déclin en raison des guerres, d'instabilités, de la vente de certains des meilleurs étalons au Nigeria, et du rejet des paris par les Musulmans. En 2006 et 2008, des milices Janjawid à cheval attaquent régulièrement les villages du Sud-Est du Tchad, près de la frontière avec le Soudan,.
En juin 2014, le Tchad remporte la course hippique internationale de Maroua. Début 2019, une grave épidémie de peste équine décime 300 000 chevaux et ânes sur 13 provinces au Tchad. En avril 2019, le cheval du président Idriss Deby remporte la course de 10 km du Festival international des cultures sahariennes (FICSA), parmi 92 participants. 

## Pratiques

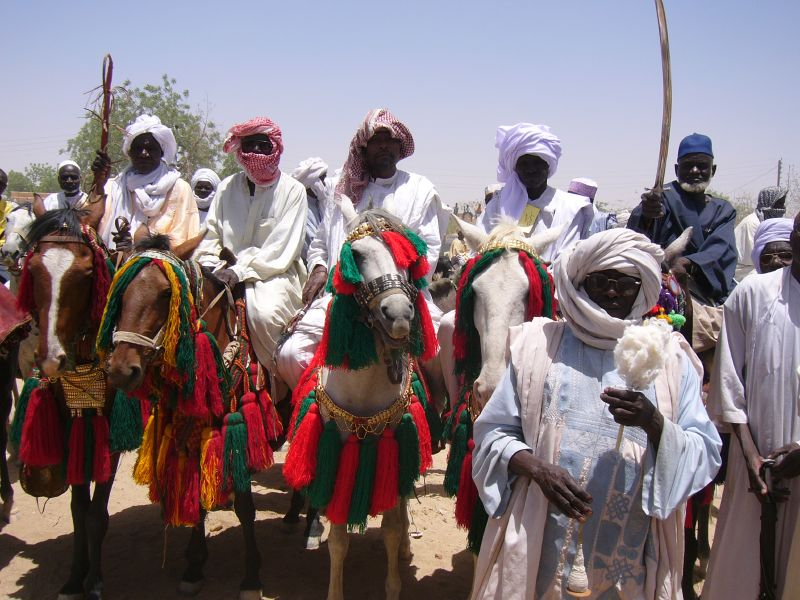
Cavaliers tchadiens.

L'AEARCT est placée sous la tutelle du ministère de l'élevage tchadien. Le sport hippique reste pratiqué, la course de la catégorie Gargache sur 1 600 m pour la saison 2015-2016 recevant par exemple surtout des chevaux Anglo-arabes soudanais, montés à cru. La participation aux courses officielles exige une cotisation annuelle, et attire une trentaine d'écuries dans la capitale N'Djaména chaque dimanche.
Des courses non-officielles sont organisées dans les régions de brousse, pour résoudre des différents d'honneurs entre familles ou tribus. En l'absence de règlement, les chevaux peuvent être dopés à la dexaméthasone. Ces courses de brousse engendrent par ailleurs de nombreux problèmes de santé chez les chevaux.
Le FICSA, dont l'édition de 2019 s'est déroulée à Amdjarass, a reçu près de 200 montures et leurs jockeys pour des courses dans le désert permettant des gains d'argent et la reconnaissance des communautés vainqueurs.
Dans l'Est du pays, les chevaux servent, attelés, aux porteurs d'eau.

## Élevage
D'après la base de données DAD-IS, le Tchad compte quatre races de chevaux élevées sur son territoire : le Bahr-El-Ghazal, le Barbe-Arabe, le Dongola et le Poney du Logone, par ailleurs connu sous un très grand nombre de noms : Kirdi(mi), Mbai, Pagan, Poney Hoho, Poney de la Kabia, Sara et Lakka. 

## Culture
La région du Borkou-Ennedi-Tibesti compte de nombreuses œuvres d'art rupestre. La guelta d’Archei montre ainsi des chevaux montés et représentés avec sens du mouvement.
Le cheval est perçu comme un signe de noblesse. Il est cité dans les contes traditionnels moundang tchadiens.